# Силлиманит
Силлиманит — минерал, алюминиевый силикат. Химическая формула — (Al2O3)(SiO2). Назван в честь американского химика Бенджамина Силлимана (1779—1864)

## Характеристика
Цвет серый, серовато-белый, светло-бурый, бледно-зелёный. Прозрачный до просвечивающего со стеклянным, жирным или шелковистым блеском. Даёт белую черту.
Твёрдость 6—7, плотность 3,23—3,25.
Образует кристаллы ромбической сингонии, излом неровный. Класс симметрии ромбо-бипирамидальный — mmm. Отношение осей 0,979 : 1 : 0,757. Спайность совершенная параллельно оси с, по (010). Агрегаты волокнистые, пучкообразные.
Не плавится, не растворяется в кислотах.

## Химический состав
Оксид алюминия (Al2O3) — 63,1 %, кремнезём (SiO2) — 36,9 %, иногда в виде примеси присутствует (2—3 %) оксид железа.

## Распространение

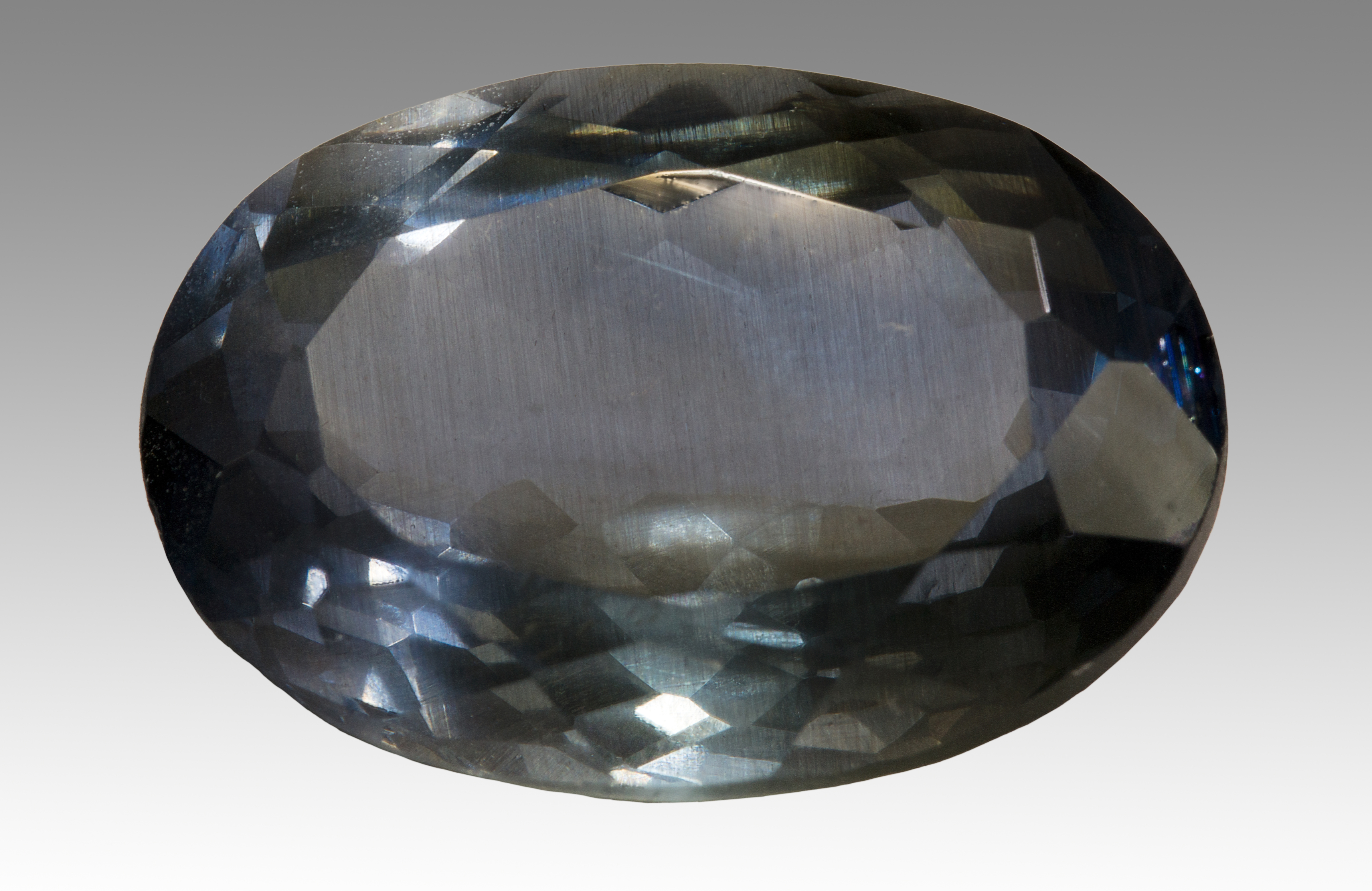
Огранённый прозрачный силлиманит

В россыпях силлиманит встречается в основном в виде обломков шестоватых и игольчатых кристаллов, угловатых зёрен, реже в форме частиц агрегатного волокнистого строения (фибролит); при длительном переносе и переотложении окатывается до округлых или удлинённо-округлых зёрен. В составе шлихов распространён в районах развития кристаллических сланцев и гнейсов.
В силу абразивной прочности и значительной миграционной способности силлиманит накапливается в россыпях конечных водоёмов совместно с ильменитом, цирконом, монацитом, дистеном и другими минералами комплексных титано-циркониевых россыпей. Представляет собой попутный компонент последних, причём содержание силлиманита в сумме с дистеном может достигать 20 кг/т.
Извлекается в коллективный дистен-силлиманитовый концентрат, применяемый для изготовления высококачественных огнеупорных изделий и для других целей.